# Aeroporto di Essaouira
L'aeroporto di Essaouira (in arabo مطار الصويرة‎?; IATA: ESU, ICAO: GMMI) è un aeroporto del Marocco che serve la città di Essaouira, nella regione Marrakech-Safi. È situato a 16 km dalla città.